# Трудовая Нива
Трудовая Нива (каз. Трудовая Нива) — село в Кызылжарском районе Северо-Казахстанской области Казахстана. Входит в состав Кызылжарского сельского округа. Код КАТО — 595050600.

## Население
По переписи 1989 г. в селе проживало 188 человек, 70% населения составляли немцы. В 1999 году население села составляло 165 человек (85 мужчин и 80 женщин). По данным переписи 2009 года, в селе проживало 72 человека (40 мужчин и 32 женщины).